# Vera Bate Lombardi
Vera Bate Lombardi, nacida Vera Nina Arkwright pero usuaria del nombre Sarah Gertrude Arkwright, (1885–1948) fue miembro de la sociedad británica y estrecha colaboradora de Coco Chanel y madre de Bridget Bate Tichenor. Ciudadana británica al nacer, se convirtió en ciudadana de los Estados Unidos tras su primer matrimonio y de Italia después de su segundo matrimonio. Fue arrestada en Italia en 1943 bajo sospechas de espionaje a favor de los británicos durante la Segunda Guerra Mundial. Después de su liberación, se dirigió a Madrid, donde denunció a Chanel de colaborar con el nazismo.

## Orígenes
Lombardi nació en Londres en 1883, hija de Frank Wigsell Arkwright y de Rose Frederica Baring. Se dice que fue criada por Margaret Evelyn Grosvenor, marquesa de Cambridge, hija del primer duque de Westminster, Hugh Lupus Grosvenor. Mediante el segundo matrimonio de su madre, Vera se convirtió en la hijastra del primo de la reina Mary, George Fitzgeorge.

### Matrimonios
El primer matrimonio de Lombardi fue con Frederick Blantford Bate en 1916. Bate era un militar oficial estadounidense al que había conocido mientras trabajaba como voluntaria como enfermera en un hospital americano en París. Ellos tuvieron una hija, Bridget nacida en 1917. Vera se divorció de Bate en 1929. Ella se casó entonces con un Oficial Calvario italiano, el príncipe Alberto Lombardi, un miembro del Partido Nacional Fascista italiano y que era tenido en alta estima por Benito Mussolini. Lombardi se unió a su esposo en Roma después de 1929 e ingresó en el Partido Fascista. En Roma, Lombardi y su marido vivieron la gran vida, residiendo en su villa de la via Barnaba Oriani, situada en uno de los barrios más exclusivos de Roma al norte de Villa Borghese.

### Asociación con Coco Chanel
Lombardi era miembro muy popular de la élite británica, que en su juventud llamó la atención de un grupo de pretendientes. Era una entusiasta de la vida deportiva, una ávida participante de actividades al aire libre auspiciadas por los miembros de la alta sociedad. La riqueza y el estatus disfrutado por este selecto grupo les permitían los medios y el tiempo libre para dedicarse a la caza y la navegación a vela y de llevar una vida dedicada al placer y la auto-satisfacción.
Adaptando el vestuario habitual usado para la vida deportiva británica a su visión moderna del vestido, Coco Chanel encontró en Lombardi y su grupo social un patrón de inspiración para el diseño. Viendo el potencial promocional de Lombardi para su éxito comercial, Chanel contrató a una Lombardi de treinta y siete años como relaciones públicas representante de la Casa Chanel en 1920. Se decía de Lombardi que "nadie era más profundamente apreciada por la alta sociedad de Londres...". El estilo Chanel usado por Lombardi era el atuendo diario visible, el estilo casual pero chic que se identificó con la facilidad moderna de las costuras Chanel. La amistad Lombardi/Chanel fue muy estrecha, mantenida a lo largo de muchos años. Su asociación empresarial formal, sin embargo, terminó en 1930 cuando Lombardi dejó de trabajar para Chanel por el modisto londinense Edward Molyneux.
Lombardi además proporcionó a Chanel la entrada- y su aceptación social- en los más altos círculos de la aristocracia británica. Fue en Monte Carlo en 1923 cuando Chanel fue presentada por Lombardi al inmensamente rico segundo duque de Westminster, Hugh Richard Arthur Grosvenor, conocido por sus íntimos como "Bendor". Posteriormente también presentó a Chanel al Príncipe de Gales, Eduardo VIII.

#### Sospechas de espionaje
Los hábitos ingleses de Lombardi, sus vínculos por nacimiento y su asiduidad en actos sociales organizados por la embajada británica en Puerta Pía de Roma, hicieron de ella una persona de interés para la policía Fascista y varias agencias de inteligencia. Sus actividades fueron seguidas por el Servicio de investigaciones políticas de Italia, el ministerio de la guerra y del interior italianos.
En 1936, la vigilancia de Lombardi produjo un informe oficial, que decía en parte: "El estilo de vida misterioso y variado de esta señora, nos hace sospechar que está al servicio de Gran Bretaña sin el conocimiento de su marido, que es una persona muy respetada y patriota sincero... " . La vigilancia continua fue suspendida sobre la base de dos factores. Ninguna evidencia fue jamás descubierta que probase las actividades de Lombardi como agente de espionaje y el estatus militar y adhesión al fascismo de su marido puso cualquier acusación contra ella en tela de juicio. Sin embargo, en los años siguientes, ya en curso la Segunda Guerra Mundial, las sospechas que rodearon a Lombardi continuarían. Además, su asociación con Chanel, más tarde llevaría a Lombardi a ser punto de atención de la Inteligencia Militar británico, MI6.
En 1943, fue arrestada y retenida durante una semana en una cárcel de mujeres en Roma, bajo la sospecha de haber sido espía para el servicio secreto británico durante una década. Fue puesta en libertad por orden de la policía alemana en Roma. Según el ensayo de 1991 Hitler's Intelligence Chief: Walter Schellenberg, los alemanes esperaban que trabajara como agente para ellos, con la intención de llevarla a París para encontrarse con Chanel. Tras el encuentro con Chanel y Dinklage en París, a Lombardi se le emitió un pasaporte, por orden del jefe de la Gestapo en París, Karl Bömelburg, lo que le permitió viajar a España.

##### "Operativo Modellhut"
Lombardi involuntariamente se vio envuelta en una intriga política que implicó a Chanel y a su amante el diplomático alemán Hans Gunther von Dinklage, y que fue orquestada por las más altas esferas de la inteligencia SS nazi. A finales de 1943 o principios de 1944, Chanel reclutó a su vieja amiga, Lombardi, para viajar con ella a Madrid para actuar como intermediaria, en la entrega de una carta escrita por Chanel que debía ser remitida a Winston Churchill a través de la Embajada Británica. El plan, cuyo nombre en código era "Operation Modellhut", fue un intento de presionar a Inglaterra para poner fin a las hostilidades con Alemania. A Lombardi se le hizo creer que el programado traslado a Madrid sería un viaje de negocios para explorar las posibilidades de establecer la alta costura de Chanel en la capital española. La misión en última instancia resultó ser un fracaso porque Lombardi a su llegada a Madrid, denunció a Chanel y sus acompañantes como espías nazis. No existe evidencia alguna de que la misma Lombardi estuviese implicada en actividad real de espionaje, aunque se reconoció que había sido informante.
En marzo de 1944, y varada en Madrid, Lombardi escribió un llamamiento a sus contactos aristocráticas de Inglaterra para interceder ante Winston Churchill, y pedirle que utilizase su influencia para reunirla con su marido en Roma. No fue hasta principios de enero de 1945, cuando a Lombardi finalmente se le permitió salir de Madrid. El Ministerio de Asuntos Exteriores británico había informado a la embajada en Madrid: "Las fuerzas aliadas han retirado su objeción y la señora es libre de regresar a Italia..." Churchill finalmente había llegado al rescate de Lombardi, dato que ha sido verificado por una comunicación por escrito clasificada que se envió a Churchill cuatro días después desde el Cuartel General Aliado en París. Lombardi expresó su agradecimiento a Churchill en una carta que le escribió en mayo de 1945: "Gracias de todo corazón por encontrar tiempo para lo que hizo por mí..." ("Thank you with all my heart for what you found time to do for me...")

## Últimos años
Como hemos visto Lombardi se mantuvo separada de su marido, que todavía residía en Italia. Tanto Chanel como Lombardi escribieron a Churchill para reclamar su ayuda para reunirle con su marido. · Aunque Churchill inicialmente rechazó la petición de Lombardi, finalmente intercedió en su favor, favoreciendo su regreso a Roma en 1944. En abril o mayo de 1945, se reunió en Italia con su marido, que, a finales de la Segunda Guerra Mundial, había logrado rehabilitar su reputación y ocultar su antigua lealtad a Mussolini y su entusiasmo por el fascismo para alinearse con los aliados. Vera Bate Lombardi murió en Roma en 1948.

## Recursos
- Doerries, Reinhard R.; Weinberg, Gerhard L. (1 de julio de 2009). Hitlers intelligence chief: Walter Schellenberg [Jefe de Inteligencia de Hitler: Walter Schellenberg]. Enigma Books. ISBN 978-1-929631-77-3.
- Lundy, Darryl (septiembre de 2011). «Sarah Gertrude Arkwright». thePeerage.com.
- Madsen, Axel (1 de septiembre de 1991). Chanel: A Woman of Her Own. Macmillan. ISBN 978-0-8050-1639-0.
- Picardie, Justine (21 de septiembre de 2010). Coco Chanel: The Legend and the Life. HarperCollins. ISBN 978-0-06-196385-8.
- Vaughan, Hal (16 de agosto de 2011). Sleeping with the Enemy: Coco Chanel's Secret War. Alfred A. Knopf. ISBN 978-0-307-59263-7.

- Esta obra contiene una traducción  derivada de «Vera Bate Lombardi» de Wikipedia en inglés, publicada por sus editores bajo la Licencia de documentación libre de GNU y la Licencia Creative Commons Atribución-CompartirIgual 4.0 Internacional.

- Datos: Q7920740